# 예시 아티드
예시 아티드(히브리어: יֵשׁ עָתִיד)는 이스라엘의 중도주의 정당으로, 2012년 설립되었다. 예시 아티드는 히브리어로 "그곳이 미래다"를 뜻한다. 2015년 총선거 결과, 공동 명단에 이어 제4당이다.